# Голдстоуновский бозон
В физике элементарных частиц и физике конденсированного состояния голдстоуновские бозоны, или бозоны Намбу-Голдстоуна, — бозоны, которые обязательно появляются в моделях, испытывающих спонтанное нарушение непрерывной симметрии. 
Они были открыты в 1960-х Йоитиро Намбу в контексте механизма сверхпроводимости БКШ и позднее объяснены и систематически обобщены в свете квантовой теории поля Д. Голдстоуном.
Примеры из реальных частиц:
| Частица | Символ          | Масса, МэВ/c² | Взаимодействия, в которых участвует               | Спин | Время жизни, c        | Пример распада (>5 %)                                                                                      | Электрический заряд, e |
| ------- | --------------- | ------------- | ------------------------------------------------- | ---- | --------------------- | --- | ---------------------- |
| Пионы   | π±, π0          | 139,6         | Сильное, электромагнитное, слабое, гравитационное | 0    | 2,6⋅10−8              | {\displaystyle \pi ^{+}\to \mu ^{+}+\nu _{\mu }} {\displaystyle \pi ^{-}\to \mu ^{-}+{\bar {\nu }}_{\mu }} | ±1, 0                  |
| Каоны   | K±, K0, KL, KS… | 493,7÷497,6   | Сильное, электромагнитное, слабое, гравитационное | 0−   | 0,89⋅10−10 ÷ 5,2⋅10−8 | (см.) | ±1, 0                  |

Примеры из квазичастиц:
| Частица | Символ | Масса, МэВ/c² | Спин | Время жизни, c | Пример распада (>5 %) | Электрический заряд, e |
| ------- | ------ | ------------- | ---- | -------------- | --------------------- | ---------------------- |
| Фонон   |        |               | 0    | Квазичастица   |                       |                        |
| Магнон  |        |               | 1    | Квазичастица   |                       |                        |